# Kuroko i el bàsquet
Kuroko no Basket (黒子のバスケ, Kuroko no Basuke, lit. 'El bàsquet d'en Kuroko') és un manga japonès sobre bàsquet escrit i il·lustrat per Tadatoshi Fujimaki. Es va serialitzar a la revista Shūkan Shōnen Jump de Shueisha de desembre de 2008 a setembre de 2014, i els capítols del manga es van recopilar en 30 volums tankobon. El manga explica com un equip de bàsquet d'institut vol arribar al torneig nacional.
D'abril de 2012 a juny de 2015 se'n va emetre una adaptació en forma de sèrie de televisió d'anime feta per Production I.G, la qual va tenir tres temporades. Un manga seqüela, Kuroko no Basuke EXTRA GAME, es va serialitzar a la Jump Next! de desembre de 2014 a març de 2016. El març de 2017 es va estrenar una pel·lícula de l'anime: Gekijō-ban Kuroko no Basuke Rasuto Gēmu. L'abril de 2016 es va estrenar una adaptació teatral seguida de més adaptacions escèniques.
L'anime es va estrenar en català el 26 d'abril de 2024 al canal SX3 amb el nom de Kuroko i el bàsquet.

## Argument
L'institut Teiko es va convertir durant 3 anys consecutius en el campió del torneig de bàsquet, convertint-se en un equip invencible. Els membres del seu equip titular són coneguts com la “Generació miraculosa”, i són considerats genis del bàsquet. No obstant això, corria el rumor de l'existència d'un sisè jugador, el “jugador fantasma de la Generació miraculosa”. En Kuroko Tetsuya, el sisè jugador, entra a l'institut Seirin, el qual disposa d'un equip desconegut però molt prometedor de bàsquet. Juntament, amb en Kagami Taiga, un jugador de primer com ell amb un talent natural pel bàsquet que ha vingut dels Estats Units, es comprometen a guanyar el campionat nacional, on es trobaran amb els excompanys d'en Kuroko, que han marxat als millors equips del país.

## Personatges

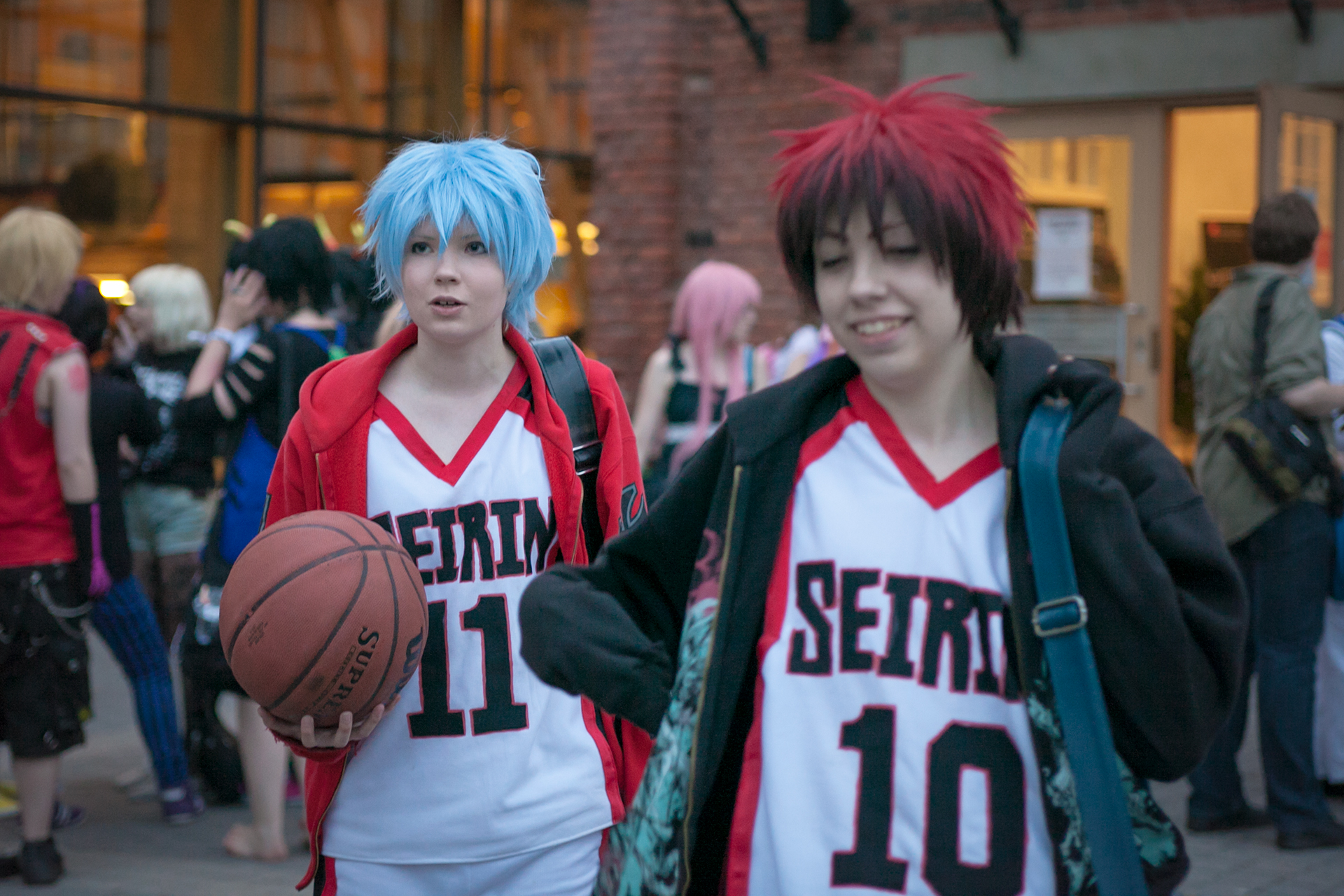
Cosplay de Kuroko i el bàsquet.

### Seirin
L'institut Seirin de Tòquio és l'equip al qual pertanyen Kuroko i Kagami, els dos protagonistes de la sèrie. Com que és una escola nova creada només fa 2 anys, els membres de l'equip de bàsquet com a molt són de segon any. Es tracta d'un equip que aposta pel joc ofensiu, combinatiu i ràpid.
Tetsuya Kuroko (黒子 テツヤ, Kuroko Tetsuya)
Veu: Kenshō Ono (japonès), Alex Molina (català)
Alçada: 168 cm, Pes: 57 kg, Dorsal: 11, Posició: No definida. El sisè membre de la “Generació miraculosa”. Kuroko és un jugador amb una aparença feble, lent i sense cap mena de talent, que fa que costi creure que jugava al millor equip de la secundària. Però en realitat, Kuroko és un jugador molt experimentat i observador que utilitza la seva presència gairebé invisible per fer passades i robades de pilota inesperades, convertint-se en un jugador clau i l'arma secreta del Seirin. Tot i això, en tractar-se d'un jugador amb poca resistència física i unes habilitats que a mesura que avança el partit, els contrincants s'hi van acostumant i van perdent utilitat, sol ser substituït durant alguns períodes del partit. Inicialment Kuroko només té com a especialitat les passades, essent completament inútil en altres àmbits del bàsquet com per exemple el tir. Més tard però, aconsegueix evolucionar com a jugador desenvolupant habilitat pel dribleig i encistellar.
Taiga Kagami (火神 大我, Kagami Taiga)
Veu: Yūki Ono (japonès), Cesc Martínez (català)
Alçada: 190 cm, Pes: 82 kg, Dorsal: 10, Posició: Aler pivot. Taiga Kagami és un jugador també de primer com Kuroko, molt aficionat al bàsquet i que va estudiar durant la secundària als Estats Units. Posseeix unes habilitats tècniques i físiques excepcionals, destacant especialment la seva increïble capacitat de salt, que li permet ser un excel·lent rebotador, tapador fins i tot contra rivals més alts i fer espectaculars esmaixades. A més Kagami compta amb un instint salvatge gairebé animal per jugar al bàsquet que li permet reaccionar i llegir les diferents situacions instintivament i de manera molt més ràpida de l'esperat. Pel seu talent se’l compara amb la “Generació miraculosa”, tot i que a l'inici de la sèrie Kuroko li confessa que no arriba al nivell dels cinc.
Teppei Kiyoshi (木吉 鉄平, Kiyoshi Teppei)
Veu: Kenji Hamada (japonès), José Posada (Català)
Alçada: 193 cm, Dorsal: 7, Posició: Pivot. Teppei Kiyoshi és un jugador de segon any i fundador de l'equip de bàsquet del Seirin. Era considerat l'estrella de l'equip fins a l'arribada de Kuroko i Kagami, ja que era membre dels “Reis sense Corona”, una generació de cinc jugadors de bàsquet amb un gran talent que van passar desapercebuts a causa de la presència de la “Generació miraculosa”. Kiyoshi és un jugador amb un caràcter afable i amable, però que mai es rendeix durant els partits pel qual s'ha guanyat el sobrenom de “Cor de ferro”. És un pivot fort però també molt traçut que pot jugar fins i tot de base gràcies a les seves grans habilitats tècniques i a la seva visió de joc. És molt hàbil en el rebot gràcies a la mida de les seves mans amb les quals pot agafar rebots només amb una mà. La seva gran habilitat és el "Dret de Posposició", gràcies a la mida de les seves mans i a les seves habilitats naturals de base, Kiyoshi pot rectificar i canviar la jugada encara que n'estigui executant una altra, d'aquesta manera pot fer passades des de la zona interior quan veu que el seu tir pot ser bloquejat de manera que el Seirin minimitza les possibilitats de fallar la jugada.
Junpei Hyuga (日向 順平, Hyūga Junpei)
Veu: Yoshimasa Hosoya (japonès), Héctor García (català)
Alçada: 178 cm, Dorsal: 4, Posició: Escorta. Junpei Hyuga és un jugador de segon any i és el capità del Seirin. La seva especialitat són els triples. Abans de començar la sèrie Hyuga era un jugador que només era capaç d'encistellar quan no sentia pressió, errant els tirs quan estava a punt de sonar la botzina o quan tenia un rival al davant, no obstant això, llavors aconsegueix canviar convertint-se en un expert en els tirs sota pressió. Normalment té una personalitat seriosa i amable, però quan s'acosta els moments claus del partit i agafa la responsabilitat com a tirador, la seva personalitat es torna intimidant.
Shun Izuki (伊月 俊, Izuki Shun)
Veu: Hirofumi Nojima (japonès), Sergi Olmo (català)
Alçada: 176 cm, Dorsal: 5, Posició: Base. Shun Izuki és un jugador de segon any. Destaca per ser un base molt seré que mai perd els nervis, que té com a habilitat especial “l'Ull d'Àguila” que li permet veure el camp complet i els jugadors des de qualsevol posició. Posteriorment desenvolupa l'"Urpa d'Àguila", una habilitat que li permet robar la pilota al contrincant malgrat haver superat la seva marca incial.
Rinnosuke Mitobe (水戸部 凛之助, Mitobe Rinnosuke)
Veu: desconegut (japonès)
Alçada: 186 cm, Dorsal: 8, Posició: Pivot. Rinnosuke Mitobe és un jugador de segon any. Juga de titular al Seirin fins a la tornada de Kiyoshi a l'equip, llavors esdevé el sisè jugador que entra quan el Seirin decideix substituir a Kuroko. Destaca com a bon defensor, fet que ajuda Kagami a millorar la seva defensa i pels seus tirs en forma de ganxo.
Riko Aida (相田 リコ, Aida Riko)
Veu: Chiwa Saitō (japonès), Conchi Ramírez (català)
És l'entrenadora del Seirin. Posseeix una habilitat única que li permet mesura la capacitat física dels jugadors. Acostuma a tenir un caràcter dominador, però també demostra certa alegria abans de començar un partit. Vol la victòria del seu equip damunt de tot.

## Contingut de l'obra

### Manga
Kuroko no Basket és un manga escrit i il·lustrat per Tadatoshi Fujimaki. Va ser serialitzat a l'antologia de manga shōnen Shūkan Shōnen Jump del 8 de desembre de 2008 a l'1 de setembre de 2014. Els 275 capítols individuals van ser recopilats i publicats en 30 volums tankōbon per l'editorial Shueisha, el primer a 3 d'abril de 2009 i l'últim el 4 de desembre de 2014. El 9 de novembre de 2015 es va publicar a la revista un capítol crossover entre la sèrie i Hinomaru Sumo de Kawada, amb un guió escrit per Ichirō Takahashi. Kawada havia estat anteriorment assistent de Fujimaki a Kuroko no Basket.
Fujimaki va començar una seqüela anomenada Kuroko no Basket EXTRA GAME a la Jump Next! el 29 de desembre de 2014. El 27 de desembre de 2015, Tadashi va anunciar que posaria fi al manga de Kuroko no Basket EXTRA GAME en el número de març de 2016.

### Anime
Production I.G va produir una adaptació d'anime basada en el manga. La sèrie es va estrenar el 7 d'abril de 2012 i va acabar el 22 de setembre de 2012 amb 25 episodis. El 5 d'abril de 2012, Crunchyroll va anunciar que emetria l'anime simultàniament com a part de la seva programació de títols d'anime de primavera. La segona temporada es va estrenar el 6 d'octubre de 2013 i va acabar el 29 de març de 2014, també amb 25 capítols. La versió en DVD i Blu-ray de la segona temporada es va publicar el 20 de juny de 2014, juntament amb un episodi dissenyat al voltant d'un capítol específic del manga centrat en el capítol 124, i un CD Drama protagonitzat per Satsuki Momoi. La tercera temporada es va estrenar el 10 de gener de 2015 i va acabar el 30 de juny de 2015, amb un total de 25 episodis.
El 26 d'abril de 2024 es va estrenar la sèrie en català al canal SX3. El primer episodi de l'anime es va estrenar a la televisió i es va publicar digitalment la 1a temporada sencera. El 12 de juny se'n va estrenar la 2a temporada.

### Pel·lícules
S'han fet tres pel·lícules recopilatòries que relaten l'arc de la Copa d'Hivern de la sèrie d'anime. Es van estrenar al Japó el 2016.
1. La primera pel·lícula recopilatòria és Kuroko i el bàsquet. Recopilació de la copa d'hivern. L'ombra i la llum i es va estrenar el 3 de setembre de 2016. En català es va emetre a l'SX3 el 28 d'agost de 2024. En aquesta pel·lícula hi ha el primer partit de la Copa d'Hivern entre els Seirin i l'Acadèmia Tôô. Els Seirn van prometre jugar la revenja del Torneig Interescolar però la força de l'Aomine sembla que encara ha crescut més i la nova tècnica d'en Kuroko aviat deixa de fer-los efecte. Derrotat, en Kuroko s'asseu a la banqueta. Veient així al seu company, es desperta dins d'en Kagami una força ferotge que li permet rivalitzar contra l'Aomine.
2. La segona pel·lícula recopilatòria és Kuroko i el bàsquet. Recopilació de la copa d'hivern. Més enllà de les llàgrimes i es va estrenar el 8 d'octubre de 2016. En català es va emetre a l'SX3 el 29 d'agost de 2024. En aquesta pel·lícula els Seirin s'enfronten als Yosen als quarts de final de la Copa d'Hivern. Malgrat la infranquejable defensa d'en Murasakibara, en Kuroko anotar la seva primera cistella. Mentrestant, en Kagami i en Himuro s'enfronten en una intensa batalla que dura fins al final. Els Seirin passen a semifinals i s'enfronten contra els Kaijo. La Còpia Perfecta d'en Kise no els ho deixa fàcil, però en Kise es veu obligat a seure a la banqueta per una lesió. El Seirin volen aprofitar la seva absència però els Kaijo no estan disposats a deixar-se guanyar.
3. La tercera pel·lícula recopilatòria és Kuroko i el bàsquet. Recopilació de la copa d'hivern. Més enllà de les portes i es va estrenar el 3 de desembre de 2016.[22] En català es va emetre a l'SX3 el 30 d'agost de 2024. En aquesta pel·lícula els Rakuzan i els Shutoku s'enfronten a les semifinals de la Copa d'Hivern. Els Ulls d'Emperador de l'Akashi no els ho posa fàcil però en Midorima i en Takao aconsegueixen contraatacar amb les seves jugades coordinades. Malgrat tot, l'Akashi acaba destruint les seves esperances i els Rakuzan passen a la final. En el partit de la final entre els Rakuzan i els Seirin, en Kagami entra a la Zona només de començar però l'Akashi demostra no tenir rival. Els Seirin no ho tenen fàcil per guanyar però en Kuroko no està disposat a perdre.

El 20 de setembre de 2015 es va anunciar una pel·lícula de l'anime a l'esdeveniment KuroBas Cup 2015. La pel·lícula, anomenada Gekijō-ban Kuroko no Basuke Rasuto Gēmu, adapta el manga Kuroko no Basuke EXTRA GAME. Es va estrenar als cinemes japonesos el 18 de març de 2017. El personal i el repartiment de les temporades anteriors van reprendre els seus papers a la pel·lícula.

### Novel·les lleugeres
Sawako Hirabayashi ha escrit cinc sèries de novel·les lleugeres anomenades Kuroko no Basuke -Replace-, il·lustrades per Fujimaki. Cada novel·la lleugera se centra en els membres de la Generació miraculosa. La primera novel·la lleugera Replace va sortir a la venda el 4 de març de 2011. El gener de 2015 es va començar a publicar a Shōnen Jump+ una adaptació de les novel·les en format manga il·lustrada per Ichirō Takahashi.

### Discografia
La música de l'anime va ser dirigida per quatre compositors diferents: Ryosuke Nakanishi, R・O・N i Alpha Eastman (21-25) van ser els encarregats de la primera temporada, mentre que Yoshihiro Ike va estar a càrrec de la segona.

### Videojocs
S'han publicat tres videojocs basats en la sèrie. El primer videojoc Kuroko no Basuke Kiseki no Gēmu va sortir a la venda el 9 d'agost de 2012 per a PlayStation Portable. El segon videojoc, Kuroko no Basuke Shōri e no Kiseki va sortir a la venda el 20 de febrer de 2014 per a Nintendo 3DS. Shōri e no Kiseki va vendre 45.681 còpies els primers quatre dies que va estar en venda. El tercer videojoc Kuroko no Basuke Mirai e no Kizuna va sortir a la venda el 26 de març de 2015 per a Nintendo 3DS. En Kuroko també apareix com a personatge de suport al joc de lluita de la Jump, Crossover J-Stars Victory VS. Un joc per a dispositius mòbils fet per Fivecross anomenat Kuroko no Basuke Street Rivals va sortir el 2023.

### Obres de teatre
El 2016 va començar una sèrie d'obres escèniques musicals en 2.5D. Kensho Ono va reprendre el paper de Kuroko que havia fet a l'anime. Les addicions al repartiment principal van incloure Yuuya Asato que interpretava en Taiga i Shota Onume que interpretava l'Aomine. Les obres van ser dirigides per Norihito Nakayashiki, que també va dirigir Hyper Projection Engeki Haikyu!!.
| Any  | Dates i ubicacions | Títol                           |
| ---- | --- | ------------------------------- |
| 2016 | 8 d'abril a 22 d'abril (Tòquio)                                                                                                | Kuroko no Basuke The Encounter  |
| 2017 | 22 de juny a 9 de juliol (Tòquio) 13 de juliol a 17 de juliol (Osaka)                                                          | Kuroko no Basuke OVER-DRIVE     |
| 2018 | 6 d'abril a 22 d'abril (Tòquio) 1 de maig a 6 de maig (Osaka) 11 de maig a 13 de maig (Tòquio)                                 | Kuroko no Basuke IGNITE-ZONE    |
| 2019 | 30 d'abril a 1 de maig (Osaka) 4 de maig a 5 de maig (Aichi) 7 de maig a 13 de maig (Tòquio) 18 de maig a 19 de maig (Fukuoka) | Kuroko no Basuke ULTIMATE-BLAZE |

## Rebuda

### Vendes
La sèrie de manga va haver venut nou milions d'unitats al Japó a data de setembre de 2012. A maig de 2013, el manga tenia més d'un milió de còpies del volum 1 impreses. A novembre de 2020, la sèrie tenia més de 31 milions de còpies en circulació. Els volums individuals apareixien amb freqüència a les llistes setmanals d'Oricon del manga més venut al Japó, i molts volums van ser alguns dels mangues més venuts de l'any 2012. Kuroko no Basket va ser la tercera sèrie de manga més venuda del 2013, amb 8.761.081 còpies venudes en un any. El 2014, el 24è volum del manga va rebre una tirada inicial d'un milió de còpies; i el volum 30 el 2015 va tenir una tirada inicial de 700.000 còpies impreses. La sèrie de novel·les lleugeres de Kuroko no Basket també es va vendre bé al Japó el 2014. La primera novel·la lleugera Replace va ser la novena sèrie de novel·les lleugeres més venuda, i a més a més va ser el sisè volum d'una novel·la lleugera més venut amb 215.859 còpies venudes. Les vendes de DVD de la sèrie d'anime també van aparèixer a la classificació setmanal de DVD d'anime japonès d'Oricon en diverses ocasions.

### Crítiques
Kuroko no Basket sovint es compara Slam Dunk, un manga més antic de temàtica de bàsquet de la Jump. No obstant això, Azusa Takahashi de Real Sound va assenyalar que mentre que Slam Dunk era molt realista, Kuroko no Basket estava més centrada en l'entreteniment i es basava fortament en la ficció, ja que cada personatge tenia un "moviment especial". La sèrie d'anime va ser guardonada amb un premi Tokyo Anime Award 2013 en la categoria de televisió.

### Controvèrsies
Després que l'anime es comencés a emetre l'any 2012, la sèrie es va fer popular entre els cercles dōjinshi, especialment per als dōjinshi BL, encara que no hi ha relacions homosexuals a la sèrie. Diversos llocs que tenien relació amb la sèrie van rebre cartes amenaçadores que contenien una substància en pols o líquida; esdeveniments en què s'havien de vendre dōjinshi de la sèrie, així com diverses altres ubicacions vinculades a la sèrie, l'autor Tadatoshi Fujimaki, una cadena de televisió que emetia l'anime, una cadena de supermercats que venia articles de la sèrie i l'alma mater de Fujimaki, la Universitat Sofia de Tòquio. A data d'octubre de 2013 encara es desconeixia si hi havia tan sols un individu darrere de totes les cartes d'amenaça, ni el motiu de les amenaces. Diversos esdeveniments de doujinshi, incloent-hi la Comiket, van prohibir el contingut relacionat amb la sèrie, impedint als creadors vendre doujinshis amb temàtica de Kuroko no Basket. Més tard es va descobrir que el sospitós era un home de 36 anys anomenat Hirofumi Watanabe i finalment va ser capturat i detingut el 15 de desembre de 2013. Com que per culpa de les amenaces no van poder sortir a la llum molts dels dōjinshis, hi va haver un esdeveniment especial que es va centrar específicament en dōjinshis relacionats amb la sèrie anomenat afectuosament Kuroket, organitzat pel Comitè de Preparatius de la Comic Market, celebrat durant la Comiket Special 6 - Otaku Summit 2015 el 29 de març de 2015. L'esdeveniment va acollir aproximadament 2400 cercles dōjinshi.